# 深谷ねぎ

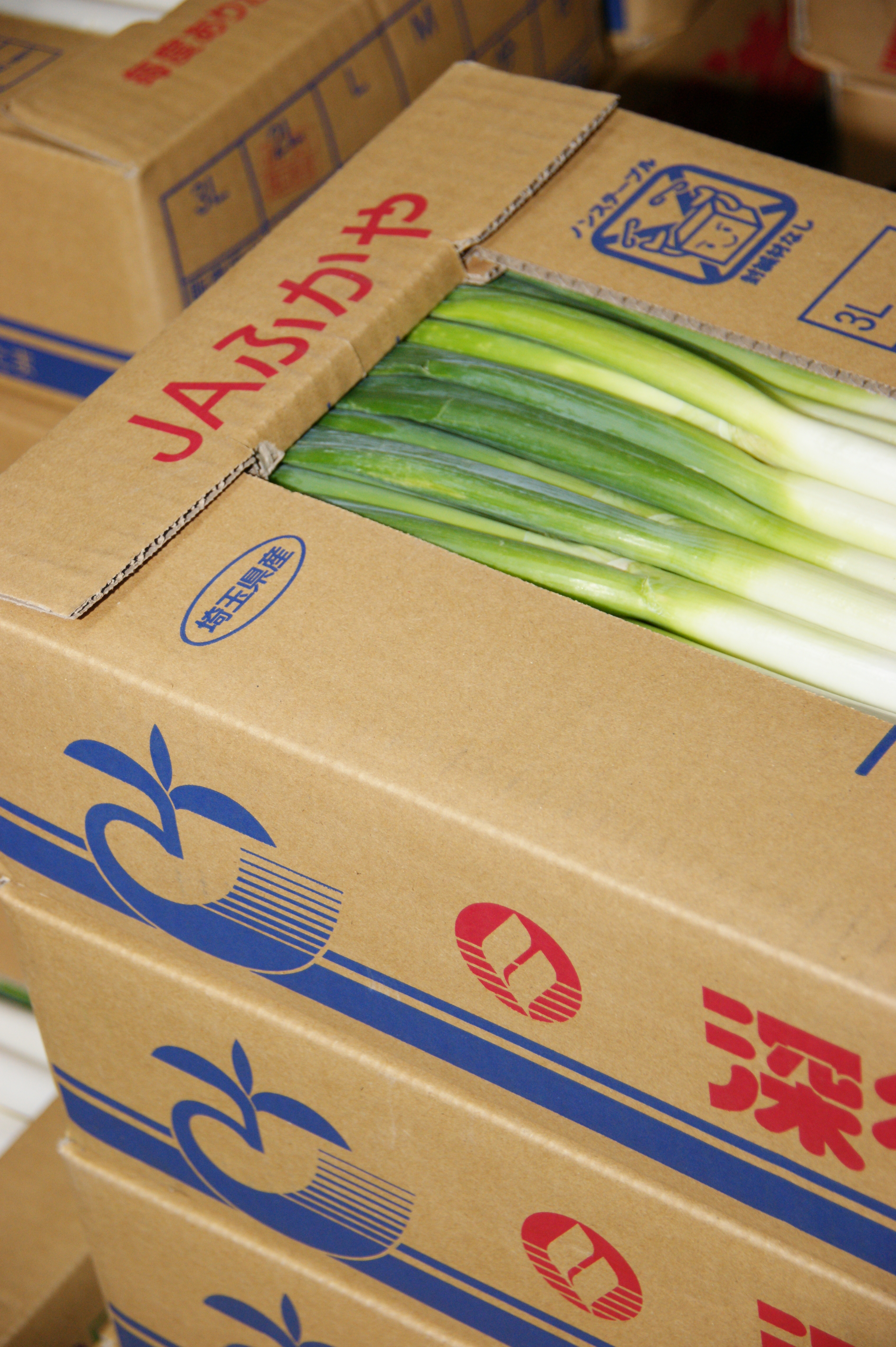

深谷ねぎ（ふかやねぎ）は、埼玉県深谷市内で栽培されている根深ネギの総称である。

## 概要
深谷市はネギの生産量日本一の市であり、深谷ねぎは全国的なネギのブランドとして定着している。
深谷ねぎは品種名ではなく、深谷地方で栽培されたネギの総称である。根深ネギ・千住群に属する。品種は多数存在する。かつては、深谷市外で栽培されたネギも「深谷ねぎ」の名称で販売されていた。そのため、深谷市では「少し贅沢深谷ねぎ」というロゴマークと文字の商標登録し、これにより深谷ねぎのブランド力向上の取り組みを行っている。「少し贅沢深谷ねぎ」のロゴが入った深谷ねぎは、太さ、形などが特に優れたものだけが厳選され、一部の高級スーパーに出荷されていた。
更に“地域ブランド”として、「（深谷市の）深谷ねぎ」を認定させ、これにより市外産「深谷ねぎ」の販売は差し止められ、名実ともに「深谷ねぎ」は深谷市特産品となった（この影響で、深谷市に隣接し、ねぎ生産地域として一体化していた熊谷市旧妻沼町域で生産していた「深谷ねぎ」は「妻沼ねぎ」に改称している）。

## 特徴
深谷ねぎの特徴は、繊維のきめが細かく柔らかいことや、糖度が高く甘いこと、さらには白根の部分が長く、皮を剥くと白く美しいこと、などが挙げられる。特に、糖度は10〜15度前後の糖度があるといわれており、その糖度はミカンなどの果物に匹敵する。冬の深谷ねぎは特に甘いため、すき焼きに砂糖は入れないという人もいる。
しかし、近年は産地の拡大により味や質にバラツキが出ていると言われてる。深谷市では、特に品質の良いものを生産している農家に「深谷ねぎ」の名称を許可したいと考えている。

## 歴史
深谷ねぎの歴史は明治時代に始まる。深谷市周辺は幕末から明治初期にかけて藍栽培が盛んであり、また蚕種の一大産地であった。特に養蚕は盛んで、昭和初期には耕地の64％が桑畑であった。深谷ねぎは、明治初期に藍の値が暴落したことをきっかけにして、明治30年頃から新しい作物として本格的栽培が始まった。しかし、深谷ねぎは成長に応じて土を盛り上げる必要があるが、利根川流域の沃土は粘度が高く耕作に体力が必要で、深谷市南部に移り住んだ家もあった。
大正初期、今度はネギ相場が暴落した。その際、八基村（現在の深谷市八基）の農業指導者渋沢治太郎は、深谷町の乾物問屋・永徳屋商店に依頼して、北海道・東北地方へ深谷ねぎの商標を付けて出荷した。これが、深谷ねぎの名称の始まりであると言われている。その後、1929年（昭和4年）の世界恐慌による繭価暴落を受け、耕地の大規模な作物転換を図り、深谷ねぎが大規模に生産されるようになった。

## 産地
埼玉県北部では、かつて利根川の氾濫が度々起こった。深谷市内にある「西島」「内ヶ島」「血洗島」などの「島」がつく地名は、かつて利根川の氾濫によって生じた微高地であるといわれる。しかし、幾度の氾濫によりこの地域には肥沃な土壌が形成された。この沃土は粘質が高く硬いのが特徴である。また、水はけが良くネギを育てるためには最適な土壌である。古代から、この地域では肥沃な土壌を用いて瓦造りが行われていた。
深谷市における深谷ねぎの中心的生産地は北部（利根川・小山川流域）と中南部（櫛挽台地）の二つに分かれている。深谷市北部の深谷ねぎは特に美味とされる。深谷市中南部もネギの産地であり、北部に匹敵する量のネギが栽培されている。

## その他
旬である冬には「深谷ねぎまつり」が深谷グリーンパーク アクアパラダイス パティオで開催される。2023年までは、瀧宮（たきのみや）神社で開催されていた。
深谷市には「おねぎのマーチ」という踊りがあり、JR高崎線深谷駅の発車メロディになっている。
また、2014年に市役所の「市長への手紙」に「初音ミクはネギを持っているキャラクターなので、初音ミクの持っているネギを「深谷ねぎ」と公認してはいかがでしょうか」という内容が寄せられ、市が（初音ミクの権利を所有する）クリプトン・フューチャー・メディアに照会したが、「公認は困難」との回答であったと市役所ウェブサイトにて公開されたことがある。

## 販売元
- 深谷ねぎ 直売所（埼玉県深谷市の農家）
- 産地直送 深谷ねぎ中瀬地区の販売 - ウェイバックマシン（2002年12月18日アーカイブ分）
- 土壌豊かな新戒地区で栽培された深谷ねぎ